# Sphegigaster orobanchiae
Sphegigaster orobanchiae is een vliesvleugelig insect uit de familie Pteromalidae. De wetenschappelijke naam is voor het eerst geldig gepubliceerd in 1912 door Kurdjumov.